# Redelinghuys
Redelinghuys ist ein Ort in der Lokalgemeinde Bergrivier, im Distrikt West Coast der südafrikanischen Provinz Westkap. Er liegt etwa 190 Kilometer nördlich von Kapstadt.
Der Ort wurde 1806 gegründet und später nach J. N. Redelinghuys benannt, der hiesiges Land der Niederländisch-reformierten Kirche übereignete.

## Geschichte und Geografie
Redelinghuys war ursprünglich Teil der Farm Wittedrift. Sir George Napier übergab diese 1841 an Hendrik Koetzee, der 1848 starb. J. N. Redelinghuys kaufte den Bauernhof und gab der Kirche ein Stück des Hofes als Geschenk. Der Bau der ersten Kirche begann 1866; 1873 fand der erste Gottesdienst statt. 1921 wurde eine neue Kirche errichtet, die alte Kirchenglocke ist noch in Gebrauch.
Wie bei vielen Orten im Sandveld ist der Kartoffelanbau ein Hauptwirtschaftsfaktor.

## Bevölkerung
2011 hatte Redelinghuys 574 Einwohner in 139 Haushalten.

## Sehenswürdigkeiten
- Verlorenvlei (Ramsar-Schutzgebiet)